# Aleksandr Travin
Aleksandr Konstantínovich Travin, en ruso: Александр Константинович Травин (nacido el 23 de julio de 1937 en Moscú, Rusia y muerto el 15 de febrero de 1989), fue un jugador de baloncesto ruso. Consiguió cinco medallas en competiciones oficiales con la Unión Soviética.

## Palmarés
- Copa de Europa: 2

CSKA Moscú:  1961, 1963.